# Euphoria (язык программирования)

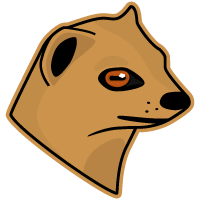
Мангуст — талисман проекта openEuphoria

Euphoria ([ju:ˈfɔ:riə], юфо́ри, также рус. эйфори́я, ра́дость) — язык программирования, созданный Робертом Крейгом (Rapid Deployment Software) в Канаде, Торонто. Название Euphoria — это акроним для «End-User Programming with Hierarchical Objects for Robust Interpreted Applications».
Первый публичный выпуск предназначался для 32-битных машин (i386) с MS-DOS и был проприетарным (1993 год). В 2006 году с выходом версии 3 проект Euphoria стал открытым, и развивать его начало сообщество OpenEuphoria , которое в декабре 2010 года выпустило 4-ю версию с новым логотипом и талисманом. В настоящее время пакет OpenEuphoria версий 4.* выпускается для Microsoft Windows, Linux, Mac OS X и трёх BSD-систем (FreeBSD, NetBSD, OpenBSD).
Euphoria — интерпретируемый императивный язык высокого уровня общего назначения. C помощью транслятора из исходного кода на Euphoria может быть сгенерирован исходный код на языке Си, который в свою очередь может быть скомпилирован в исполнияемый файл или динамическую библиотеку при помощи таких компиляторов, как GCC, OpenWatcom и др. Программа Euphoria также может быть «связана» с интерпретатором для получения самостоятельного исполняемого файла. Поддерживается несколько GUI-библиотек, включая Win32lib и «оберток» для wxWidgets, GTK+ и IUP. Euphoria имеет встроенную простую систему баз данных и «обертки» для работы с другими типами баз данных.

## Обзор
Euphoria — процедурный язык общего назначения, отличительными особенностями которого являются простота, удобочитаемость, быстрое развертывание и высокая производительность.
Простота
- Язык использует только четыре встроенных типа данных (см. ниже).
- Автоматическая Сборка мусора.

Удобочитаемость
- Для отделения синтаксических конструкций используются простые ключевые слова из английского языка, а не знаки пунктуации.

Быстрое развертывание
- Euphoria интерпретируемый язык, что облегчает прототипирование и инкрементальную разработку.

Производительность
- Euphoria использует эффективный сборщик мусора подсчитывающий ссылки, и корректно обрабатывающий циклические ссылки.

## История
Разработка языка Euphoria началась с опытов Роберта Крейга на персональном компьютере Atari Mega-ST. Многие идеи дизайна языка пришли из магистерской диссертации Крейга, защищённой им в Университете Торонто. Диссертация была написана под влиянием работ Джона Бэкуса по функциональным языкам программирования.
Затем Крейг портировал оригинальную реализацию языка для Atari на 32-битную платформу машин с процессором 386 под управлением Microsoft MS-DOS и выпустил первый пакет (версия 1.0) в июле 1993 года с проприетарной лицензией, основав собственную компанию Rapid Deployment Softawre (RDS) по разработке и продаже интерпретатора Euphoria в варианте DOS32. Первоначальную реализацию для Atari Крейг называет «примитивной» и не публиковал её. До 2006 года Крейг продолжал развивать и издавать Euphoria в своей фирме (сайт rapideuphoria.com), состоявшей из него самого и его жены Джанко Миура, выпустив более десятка версий в двух сериях, 1.* и 2.*. В октябре 2006 года RDS начала 3-ю серию Euphoria и объявила, что в дальнейшем Euphoria будет свободно распространяться по открытой лицензии. Итогом работы с проприетарными сериями 1 и 2 является сообщество зарегистрированных пользователей в 67 странах мира, включающее множество программистов, точное число которых известно только RDS, но на момент выпуска версии 2.5 значительно превышало тысячу.
Под непосредственным руководством RDS сообщество продолжало выпускать Euphoria, доведя пакет до версии 3.1.1 (август 2007 года). После этого RDS постепенно отошла от руководства разработкой Euphoria, и дальнейшие усовершенствования и изменения вносятся сообществом OpenEuphoria под коллегиальным руководством. В декабре 2010 года сообщество выпустило версию 4.0, положив начало 4-й серии, теперь с новым логотипом и талисманом проекта.
Версия 3.1.1 является важной вехой в развитии языка, так как это последняя версия, официально поддерживающая платформу MS-DOS. Версия 3.1.1 пока остаётся последней версией строгого классического направления, без "вольностей", появившихся в 4-й.
Краткий список новшеств, появившихся начиная с версии 4.0.0:
- Добавлены директивы условной компиляции
- Значительно расширена библиотека стандартных подпрограмм
- Добавлена возможность использовать подпрограммы выше их объявления в тексте ("ссылка вперед")
- Возможность инициализации переменной при её объявлении
- Многострочные комментарии
- Возвращаемое значение функции может быть проигнорировано (ранее возвращаемое значение должно было быть явно использовано, иначе выдавалась ошибка)
- Циклы с постусловием, со входом в середину тела цикла
- Оптимизированные встроенные подпрограммы для выполнения операций над рядами
- Метки, оператор goto
- Оператор switch
- Пространства имен
- Дополнительные модификаторы области видимости

и многое другое.
Интерпретатор языка Euphoria первоначально был целиком написан на Си. Начиная с версии 2.5, выпущенной в ноябре 2004 года, интерпретатор был разделен на две части: парсер, написанный на Euphoria, и интерпретатор байт-кода, написанный на Си.

## Отличительные черты
Euphoria задумывался и разрабатывался со следующими целями и отличительными чертами:
- Лёгкость в изучении и простота высокоуровневых конструкций
- Реализация «плоской» 32-битной модели памяти для MS-DOS-версии, позволяющая избежать сложностей управления памятью и ограничения объектов по размеру и адресации
- Поддержка отладки и обработки ошибок во время выполнения
- Контроль выхода за границы массивов
- Динамическая и строгая типизация переменных
- Интерпретируемость с автоматическим управлением памяти и сборкой мусора
- Неоднородные динамические массивы (sequence)
- Графическая библиотека DOS (Версии языка Euphoria вплоть до 3.1.1 включительно)
- Отладчик
- Встроенная система баз данных
- Возможность низкоуровневого управление памятью (обычно используется при взаимодействии с кодом, находящимся в динамических библиотеках)
- Простое и понятное оборачивание библиотек

## Режимы выполнения
- Интерпретация
- Трансляция программы на язык Си с последующей компиляцией в самостоятельный исполняемый модуль или динамическую библиотеку
- Компиляция в байт-код (англ. shrouding, буквально — окутывание)[8] и последующая интерпретация
- Связывание байт-кода с интерпретатором (англ. binding, буквально — связывание)[8] для получения исполняемого файла
- Интерактивное выполнение (REPL) — в планах сообщества openEuphoria[22]

## Использование
Euphoria задуман как готовое решение для облегчения обработки динамических коллекций данных различных типов и в частности удобен для обработки строк и изображений. Euphoria используют для экспериментов с искусственным интеллектом, изучения математики, обучения программированию и для создания шрифтов, состоящих из тысяч символов. Достаточно большая часть интерпретатора Euphoria написана на Euphoria.

## Типы данных
Euphoria имеет четыре встроенных типа данных:
atom (атом)число, реализованное как 31-битное целое со знаком или 64-битное число с плавающей запятой стандарта IEEE. Euphoria динамически переключается между представлением числа как целого или числа с плавающей запятой в зависимости от его текущего значения.
sequence (ряд, последовательность)набор, состоящий из нескольких элементов. Каждый элемент набора может быть как атомом, так и рядом. Количество элементов ряда не фиксировано (не требует обязательного объявления). Программа в любое время может при необходимости добавлять или удалять элементы. Выделение/освобождение памяти обрабатывается автоматически с помощью подсчета ссылок. Доступ к отдельным элементам происходит с помощью значения индекса, заключённого в квадратные скобки. Индекс первого элемента равен [1]. Доступ к элементам вложенных рядов происходит при помощи дополнительных индексов в квадратных скобках, таким образом X[3][2] ссылается на второй элемент вложенного ряда, который является третьим элементом ряда X. Каждый элемент ряда имеет тип object (объект) (см. ниже).
integer (целое)атом, значения которого могут быть только целыми числами от −1073741824 до 1073741823 (от −230 до 230-1). Тип целое часто более эффективен в операциях, чем тип атом, но не может содержать того же диапазона значений. Символы хранятся как числа, например в кодировке ASCII 'A' то же самое, что и 65.
object (объект)общий тип данных, который может содержать данные любого из перечисленных типов (atom, sequence или integer), изменяющихся во время выполнения программы.
В Euphoria нет специального типа данных для символьных строк. Строка представляет собой ряд целых чисел, однако для строк используется привычная запись в двойных кавычках. Таким образом, в программе Euphoria
```
"ABC"
```

эквивалентно:
```
{'A', 'B', 'C'}
```

и эквивалентно:
```
{65,66,67}
```

Кроме встроенных типов, программа Euphoria может работать с типами данных, определяемых программистом, и задающих более узкий диапазон значений переменной внутри пределов встроенных типов. Пользовательские типы данных используются в основном при отладке программы, по её окончании проверка этих типов может быть отключена директивой without type_check, при этом проверка встроенных типов всегда остается включённой.

## Примеры

### Hello World
```
 
puts (1,"Hello World!\n")
```

### Работа с рядами
Следующий код ищет элемент x в группе элементов. Если такой элемент найден, он удаляется при помощи конкатенации всех элементов группы стоящих перед ним со всеми элементами после него. Заметьте, что первый элемент ряда имеет индекс один [1], а знак доллара $ в качестве индекса обозначает номер последнего элемента ряда.
```
function
 delete_item (
object
 x, 
sequence
 group)
   
integer
 pos
   pos = 
find
( x, group )
   
if
 pos > 0 
then

       group = group[1 .. pos-1] & group[pos+1 .. $]
   
end if
   return
 group

end function
```

Строка кода
```
group = group[1 .. pos-1] & group[pos+1 .. $]
```

показывает один из способов работы с рядами. Ряд может содержать группу элементов любого типа, и они могут быть выделены, а потом объединены (конкатенированы) с другим рядом при помощи встроенных операторов. Операция выделения элементов ряда называется сечением ряда.
Следующая модификация предыдущего примера заменяет старый элемент новым. Поскольку переменные old и new объявлены как объекты, то они могут быть как атомами, так и рядами. Проверка типов не требуется, так как функция может работать с любыми типами данных.
```
function
 replace_item( 
object
 old, 
object
 new, 
sequence
 group )
   
integer
 pos
   pos = 
find
( old, group )
   
if
 pos > 0 
then

       group[pos] = new
   
end if
   return
 group

end function
```

## Передачапараметров
Параметры в подпрограмму всегда передаются по значению, однако первоначально передается только ссылка на объект, а его копия создается только если подпрограмма пытается его изменить, и далее подпрограмма работает уже с копией, а не с самим объектом (так называемый метод «копирование при записи»). Таким образом, параметр может измениться внутри подпрограммы, исходный же объект останется неизменным. При необходимости изменённую копию объекта можно передать как возвращаемое значение функции.

## Основные модификации идиалектыEuphoria

### Двуязычная версия Euphoria
Существует модификация 2.5 версии Euphoria с английскими и русскими ключевыми словами (в кодировке CP866) и неограниченным алфавитом для идентификатров, разработанная с участием Крейга. Также ведётся разработка двуязычной модификации для Euphoria версии 3, в данный момент на стадии альфа.

### Phix
Phix — разрабатываемый Питом Ломаксом компилятор языка программирования, базирующегося на синтаксисе RDS Euphoria, но имеющий следующие отличия:
- Улучшенный механизм подключения файлов
- Специальный строковый тип
- Сравнение рядов с помощью операторов сравнения
- Возможность присвоения сечению ряда произвольной длины (пример: s="food" s[2..3]="e"; s теперь равно «fed»)
- Отрицательные индексы для индексирования с конца ряда
- Поддержка вложенных блочных комментариев
- Сокращенное вычисление всех логических выражений
- Дополнительная проверка типов во время компиляции
- Директивы with/without console/gui
- Конструкция for может использовать уже существующую локальную переменную в качестве счётчика
- Вывод ассемблерного листинга при компиляции
- Поддержка ассемблерных вставок

На данный момент текущая 0.6.2 версия компилятора, выпущенная 10 июля 2011 года имеет статус бета.

## Похожие языки программирования
- Lua
- Python
- REBOL
- Ruby